# Gustav Grade

Gustav en Alice als Syra and Rolf Arras, rond 1900.

Gustav, Alice en Irene als 3 Arras, rond 1915.

Gustav Adolph (Gustav) Grade (Danzig,  18 augustus 1869 - Sint-Agatha-Berchem, 4 oktober 1935) was een Duits variété-artiest.
Grade werd uit een Danziger arbeidersfamilie geboren als zoon van schoenmaker, arbeider en smid Hermann Julius Grade (1839-1878) en koopvrouw Juliane Mathilde Milbrad (1831-1901?). Samen met zijn jongere broer Paul trad hij op. Later scheidden hun wegen, en vervolgde Gustav zijn carrière onder de artiestennaam Rolf Arras. Op zijn laatst vanaf begin 1895 vormde hij een duo met zijn vrouw Alice Victoria (Alice) Pulham (Londen, 24 mei 1872 - Keulen-Riehl, 12 maart 1940), met wie hij op 15 februari 1896 in Brighton was getrouwd. Zij was in zeer armoedige omstandigheden in de Londense wijk Holborn opgegroeid als dochter van Daniel Pulham (1841-1917) en Frances Lindsay (1849-voor 1911). Ook Gustav's broer Paul vormde na zijn huwelijk in 1900 een duo met diens vrouw, en later met zijn dochter Elvira. Zij hadden de Japanse illusionistenact Yukito Agawa, en later Elvira alleen de eveneens Japanse illusionistenact Verana. Alices broer Alexander Pulham trad bovendien als ruiter/artiest met zijn Duitse vrouw op.
Samen met hun dochters Irene (Danzig, 12 oktober 1895 - Keulen, 21 december 1962) en Cäcilie (Berlin-Steglitz, 27 augustus 1911 - Ramstein, 19 juli 1958) reisden Gustav en Alice de wereld rond, en stonden op alle beroemde bühnes in onder meer Europa, Zuid-Amerika, de Verenigde Staten, Australië en Nieuw-Zeeland. 
Een deel van die optredens vond plaats onder de artiestennamen Yeotha and Captain Grade. Uit oorspronkelijk een gymnastisch nummer werd een act met lasso's, pijl en boog en geweren, in een indiaanse context.
Ook traden ze meerdere malen in Nederland op, onder meer in 1895 in Vlissingen in een show met Louis Davids en Rika Davids, in 1930 in Rotterdam en in 1931 als Anena-Arras gedurende een tournee met circus Sarrasani. Als zelfstandige artiesten waren ze door het circus ingehuurd. Bij die tournee traden ze onder meer op in Arnhem, Utrecht, Alkmaar, Amsterdam, Den Haag, Rotterdam, Breda, Tilburg, Venlo, 's-Hertogenbosch, Maastricht, Heerlen, Luik, Antwerpen (stad) en Brussel.
Gustav stierf tijdens een opdracht op de wereldtentoonstelling van Brussel in 1935, waar ze onder leiding van Clarence Shultz met Sioux-indianen optraden in het Village Indien. Hij werd op de begraafplaats van Sint-Agatha-Berchem begraven. Zijn graf is niet meer aanwezig. Vijf jaar later stierf zijn vrouw in een verzorgingshuis in Keulen.
Na zijn dood zetten zijn dochters, met later een kleinzoon (1938), onder de achtereenvolgende artiestennamen Arras Sisters en 2 Lassonas het variétébedrijf tot 1948 voort. Vanaf 1943 waren zij voornamelijk in Oostenrijk, Polen en Zwitserland actief. 
Met de opkomst van de bioscoop en media als televisie verdween ook het werk voor 'Arras'. De twee zussen werkten als huishoudster en stierven in relatieve armoede, zoals ook hun ouders ooit opgegroeid waren.

## Afbeeldingen

Gustav, 2e van links, op tournee met Circus Sarrasani en Lakota-Indianen uit de Verenigde Staten, circa 1930
Gustav Grade in zijn rol van Wakan
Het gezin Grade, begin jaren dertig
Idem
Idem
Caecilie, Viktor en Irene, rond 1946
Irene, Viktor en Caecilie tijdens een optreden, rond 1946
Irene Grade tijdens een solo-act, midden jaren veertig
Idem
Idem
Idem
Caecilie Grade als danseres Cissy Arras
Caecilie Grade tijdens een solo-act, midden jaren veertig
Caecilie Grade tijdens een act met haar partner, midden jaren veertig
Viktor Grade als peuter, circa 1940
Viktor Grade met zijn moeder Irene, circa 1940
Viktor Grade in Zwitserland, circa 1947

## Bron
- https://www.academia.edu/93397665/Arras_Yeotha_Anena_Een_reis_door_een_eeuw_vari%C3%A9t%C3%A9_met_de_Duits_Britse_artiestenfamilie_Grade_Pulham_1869_1962_deel_1_en_2_in_%C3%A9%C3%A9n_pdf_versie_3_4_19_juli_2025_ Arras, Yeotha, Anena. Een reis door een eeuw variété met de Duits-Britse artiestenfamilie Grade-Pulham (1869-1962), versie 3.3]
- Sarrasani, omstreeks 1930, opname uit de collectie van British Pathé waarop Gustav vanaf seconde 11 mogelijk te zien is.